# François-Henri de Montmorency-Luxembourg
François-Henri de Montmorency-Bouteville, más conocido como el Mariscal de Luxemburgo (París, 8 de enero de 1628 - Versalles, 4 de enero de 1695) fue un militar y aristócrata francés del siglo XVII. Fue conde de Bouteville y conde soberano de Luxe, duque de Piney, caballero de la Orden del Espíritu Santo, mariscal de Francia y Par de Francia. Se hizo famoso como el compañero y sucesor de su primo el Gran Condé.

## Biografía

### Orígenes y familia
François-Henri de Montmorency-Bouteville era hijo de François de Montmorency-Bouteville, conde de Bouteville, conde soberano de Luxe y Gobernador de Senlis, que luchara con gloria en las batallas de Montalbán, San Juan de Angeli, Royen y Montpellier. Como gran aficionado a batirse en duelo, François III infringió ciertas órdenes al respecto que colmaron la paciencia del Rey, siendo finalmente decapitado por orden del Cardenal Richelieu a consecuencia de haber desafiado el edicto real que prohibía el duelo y haber combatido a plena luz del día en la Plaza Royale de París contra François de Harcourt. Su tía Charlotte de Montmorency decidió ofrecer protección al muchacho e hizo que estudiase con su hijo Luis II de Borbón-Condé. Su madre fue la condesa Élisabeth-Angélique de Vienne.
El Conde de Bouteville (como era conocido entonces) hizo una gran amistad con su primo y lo acompañó en sus campañas de la guerra de los Treinta Años.

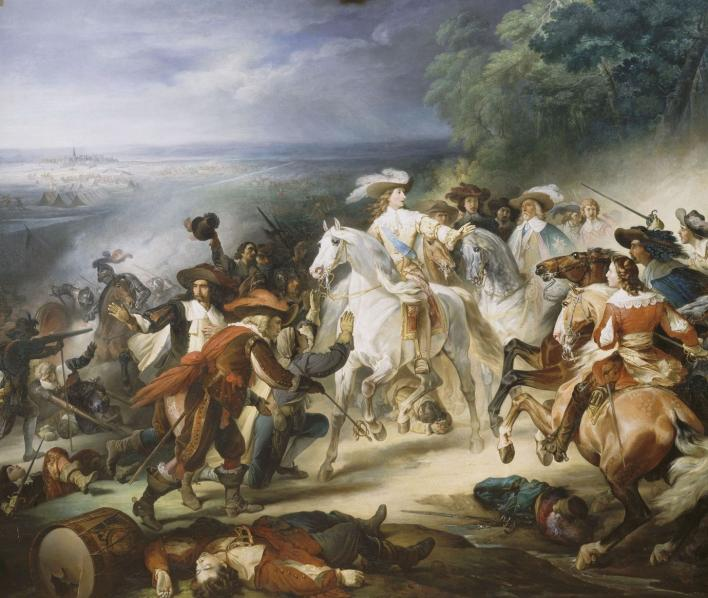
Luis II de Borbón-Condé en la batalla de Rocroi, por François Joseph Heim.

### Guerra de los Treinta Años
Aunque no tuvo un mando efectivo en esta guerra, François-Henri de Montmorency acompañó a su primo en todas sus campañas.
Luchó el 19 de mayo de 1643 en la batalla de Rocroi. Estuvo presente en el sitio de Thionville, participó en la lucha en las trincheras en la batalla de Friburgo contra las tropas bávaras de Franz von Mercy, ayudó a la toma de Espira, Philippsburg y Maguncia. Tomó parte en la batalla de Nördlingen (1645) y en la conquista de Furnes el 7 de septiembre de 1646. Viajó al frente catalán con Luis II de Borbón-Condé para levantar el asedio español de Lérida y regresó al norte para participar en la toma de Ypres y en la batalla de Lens. Tan alta distinción alcanzó en esta batalla que la reina Ana de Austria le nombró Mariscal de Campo.

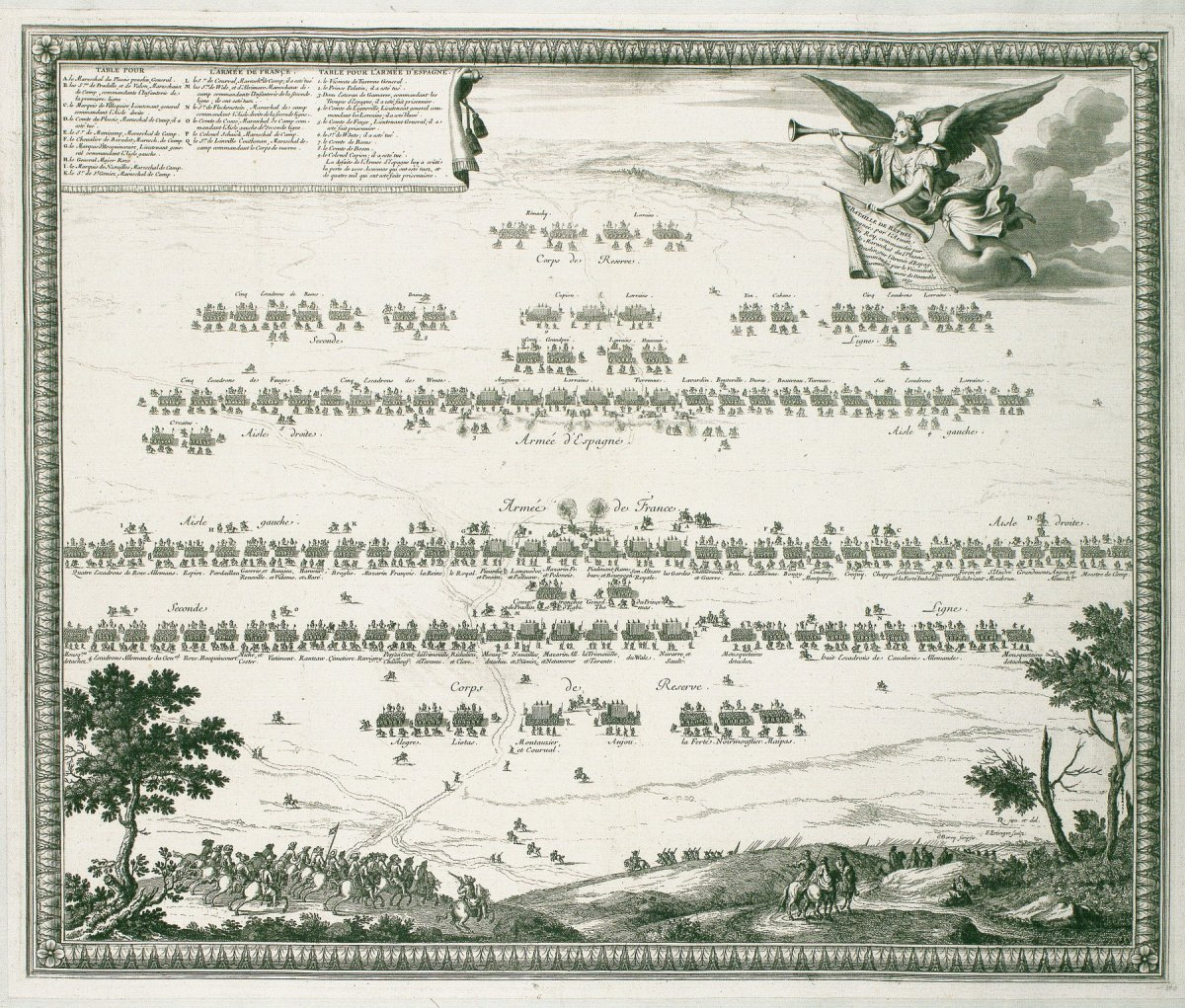
Batalla de Rethel, por Sebastian Beaulieu.

### La Fronda
Durante las revueltas de la Fronda estuvo unido a su primo Condé. Cuando Luis II de Borbón-Condé fue encarcelado en Vincennes, intentó dar un golpe de mano secuestrando a las sobrinas del Cardenal Mazarino con el fin de obligarle a realizar un intercambio de prisioneros. Al fracasar su plan, se unió a Enrique de la Tour de Auvergne-Bouillon, quien con ayuda española había organizado un ejército frondista.
Fue herido y hecho prisionero en la batalla de Rethel y encerrado en un calabozo en Vincennes, pero recobró la libertad al mismo tiempo que Condé en 1651.
Participó en el ataque que el Príncipe de Condé organizó contra las fuerzas realistas del Mariscal Hocquincourt el 7 de abril de 1652 en Bléneau y en la batalla de Porte Saint-Antoine (2 de julio de 1652), tras lo cual la mayoría del ejército frondista quedó destruido.

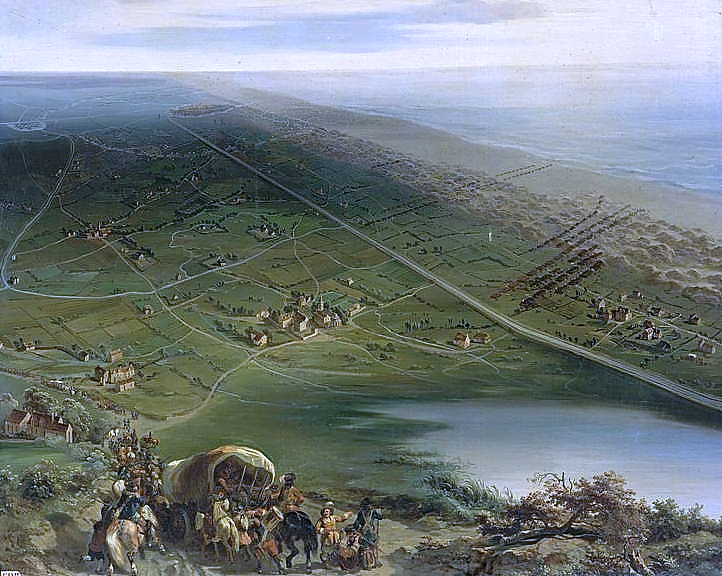
Batalla de las Dunas, de Jean-Antoine-Siméon Fort.

### Guerra Franco-Española
Tras la derrota en las revueltas de la Fronda, François-Henri de Montmorency tuvo que seguir al Príncipe de Condé a los Países Bajos españoles. Siempre bajo su mando, participó, en el ejército español, en la toma de Rethel y Sainte-Menehould. Estuvo presente en el asedio español a Arras y la derrota en la batalla de Arras (25 de agosto de 1654) contra Enrique de la Tour de Auvergne-Bouillon.
En 1656 tomó parte en la batalla de Valenciennes (16 de julio de 1656) haciendo una salida brillante al frente de la caballería, en la que hizo prisionero al Mariscal Jacques d'Étampes, Marqués de La Ferté-Imbert.
Después participó en los asedios a Cambrai y Saint Guilain, pero fue hecho prisionero en la batalla de las Dunas (14 de junio de 1658) y enviado preso a Soissons. Tras la Paz de los Pirineos (1659) fue puesto en libertad y se reconcilió con Luis XIV.
El 17 de marzo de 1661 se casó con Madeleine de Luxemburgo-Piney, por lo que consiguió la dignidad de Par de Francia y el principado de Tingry.
Participó en la guerra de Devolución, ascendiendo a Teniente General. François-Henri de Montmorency dirigió un cuerpo de ejército que operó entre Metz y Thionville. Tras la paz, Luis XIV le concedió poderes para firmar alianzas de neutralidad con los principados alemanes, logrando la alianza del elector de Colonia y del obispo de Münster.

### Guerra Franco-Holandesa

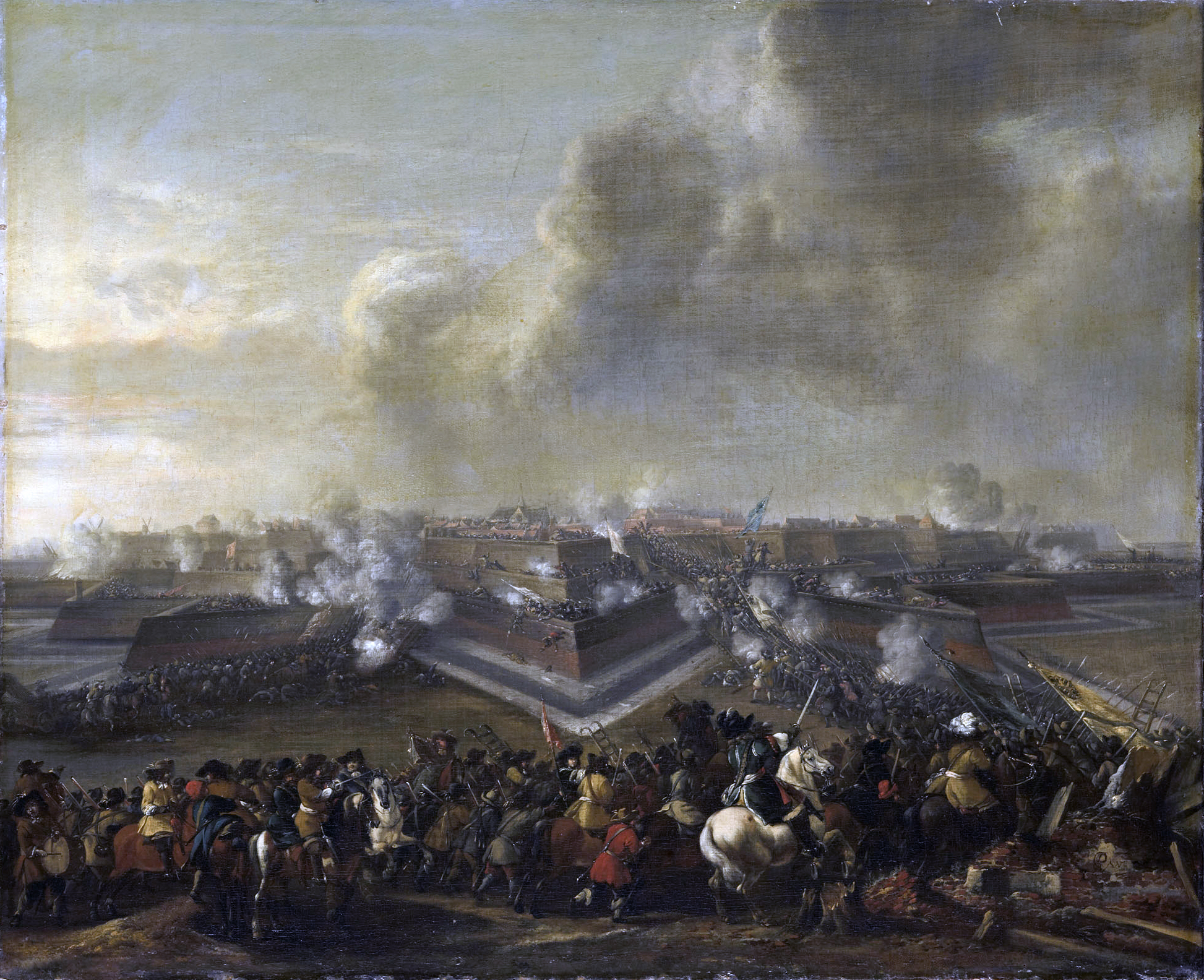
Asedio de una ciudad holandesa durante la guerra franco-holandesa, de Pieter Wouwerman.

La guerra franco-holandesa comenzó con el cruce del Rin por las tropas francesas por el vado de Tolhuis el 12 de junio de 1672. François-Henri de Montmorency fue herido en el brazo mientras cruzaba el Rin por lo que tuvo que abandonar la campaña para recuperarse. Una vez recuperado fue puesto por primera vez al mando de un ejército, tomó Deventer, a orillas del Río IJssel. Derrotó a un ejército holandés en Woerden y Bodegrave tras lo que tomó varias ciudades utilizando una gran violencia. Cuando Guillermo de Orange puso bajo asedio Charleroi, reunió sus tropas y marchó para socorrerlo sin embargo encontró oposición en Suvamerdam y no tuvo que retirarse. En esta retirada, sus tropas cometieron muchos excesos con la población civil.
En febrero de 1673 fue puesto al mando del ejército del Bajo Rin pero la unión de Guillermo de Orange y de Raimondo Montecuccoli entre Mainz y Andernach obligó a François-Henri abandonar todas sus conquistas. Se retiró con sus tropas a Maastricht donde resistió a las tropas imperiales-holandesas.
En la campaña de 1674 se unió con Luis II de Borbón-Condé y luchó en la batalla de Seneffe. En 1675 acompañó a Luis XIV en la invasión al Franco Condado y fue ascendido a Mariscal de Francia tras la muerte de Enrique de la Tour de Auvergne-Bouillon en la batalla de Salzbach.

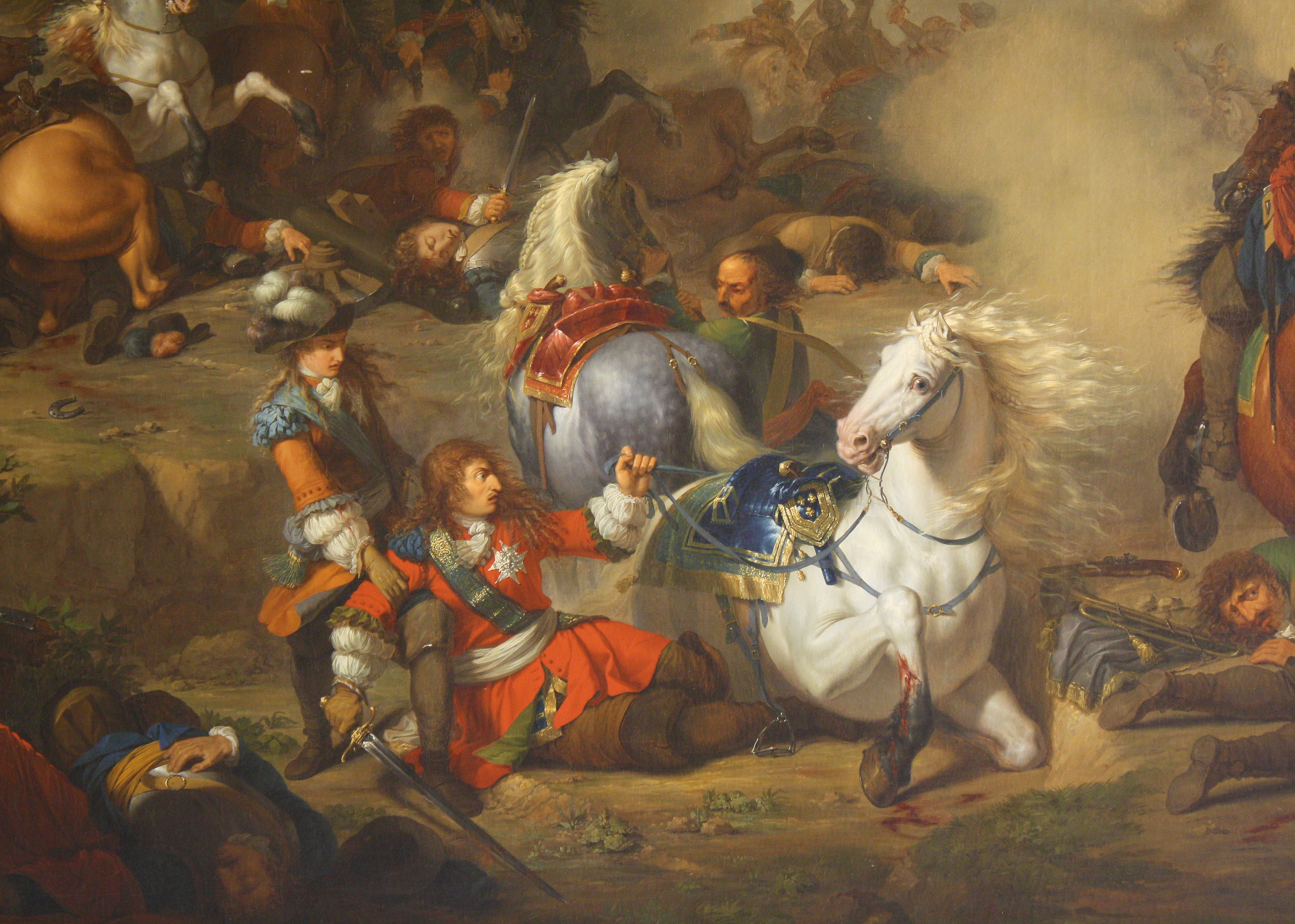
Batalla de Seneffe, de Noel Olivier.

En la campaña de 1671 sirve bajo el mando de Felipe I de Orleans y participa en el socorro a la plaza de Charleroi que estaba bajo asedio de Guillermo de Orange.
En 1677 Francia prepara una gran ofensiva que de fin a la guerra por lo que se pone bajo asedio Valenciennes, Cambrai y Saint Omer. El 10 de abril de 1677 mandó un ala en la batalla de Cassel y poco después volvió a impedir a Guillermo de Orange tomar Charleroi.
En la campaña de 1678 rindió las ciudades de Gante e Ypres. La última batalla de la guerra franco-holandesa fue la batalla de Saint-Denis que enfrentó a François-Henri de Montmorency con Guillermo de Orange tras lo que se retiró a Mons. Poco después comenzaron las negociaciones que dieron como fruto los Tratados de Nimega.
Por su enemistad con François Michel Le Tellier de Louvois fue implicado en un caso de envenenamiento como cómplice de la Marquesa de Brinvilliers en 1679. Entre los acusados además de la dicha marquesa y del Mariscal de Luxemburgo estaba implicada Olimpia Mancini, condesa de Soissons, madre de Eugenio de Saboya. François-Henri de Montmorency fue encerrado en la Bastilla durante catorce meses hasta que fue absuelto por decreto real en mayo de 1680.Luis XIV, al liberarle, le nombró capitán de la “Garde de corps”

### Guerra de los Nueve Años

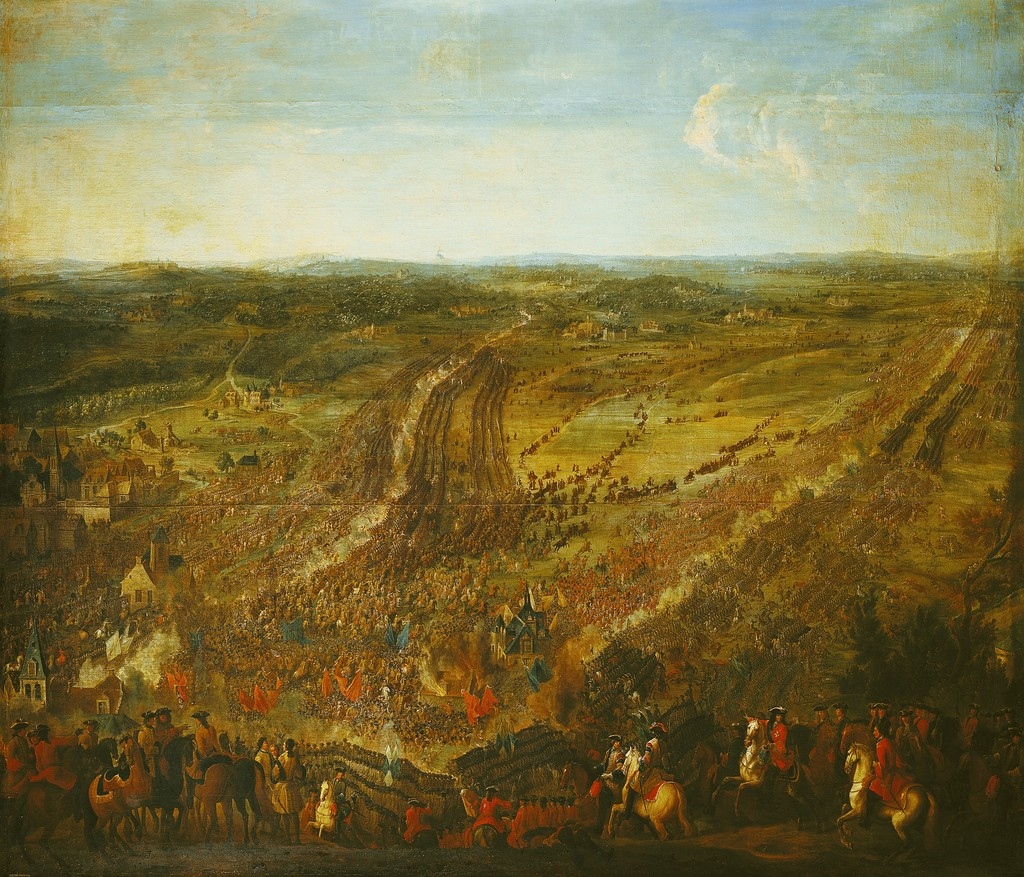
Batalla de Fleurus (1690), de Pierre-Denis Martin.

Con el comienzo de la guerra de los Nueve Años François-Henri de Montmorency, Mariscal de Luxemburgo, fue puesto al mando del ejército que debía hacer frente a Guillermo de Orange en los Países Bajos. El ejército aliado estaba dirigido por el Príncipe Jorge Federico de Waldeck, porque Guillermo se encontraba en Inglaterra donde había tenido lugar la Revolución Gloriosa. El Mariscal de Luxemburgo se enfrentó al ejército aliado el 30 de junio de 1690 en la batalla de Fleurus (1690) y venció gracias a una maniobra por la que envió a parte de su ejército bordeando el flanco izquierdo aliado para atacarlo por la espalda. En esta batalla, François-Henri, capturó la totalidad del equipaje y de la artillería del ejército aliado.
Tras esta batalla tomó las ciudades de Groll, Dewenter y Woorden.
En la campaña de 1691, François-Henri de Montmorency, se encontraba en las cercanías de Tournai cuando descubrió a parte del ejército aliado en las cercanías de Leuze-en-Hainaut. Decidió atacar la retaguardia del ejército en la batalla de Leuze (18 de septiembre de 1691). En esta batalla, el Mariscal de Luxemburgo estuvo a punto de perder la vida cuando un soldado que le reconoció se abalanzó, pistola en mano. Por fortuna, para él, pudo desviar el brazo del soldado antes del disparo y antes de que reaccionara sus acompañantes acabaron con su vida. La batalla terminó con la victoria francesa.

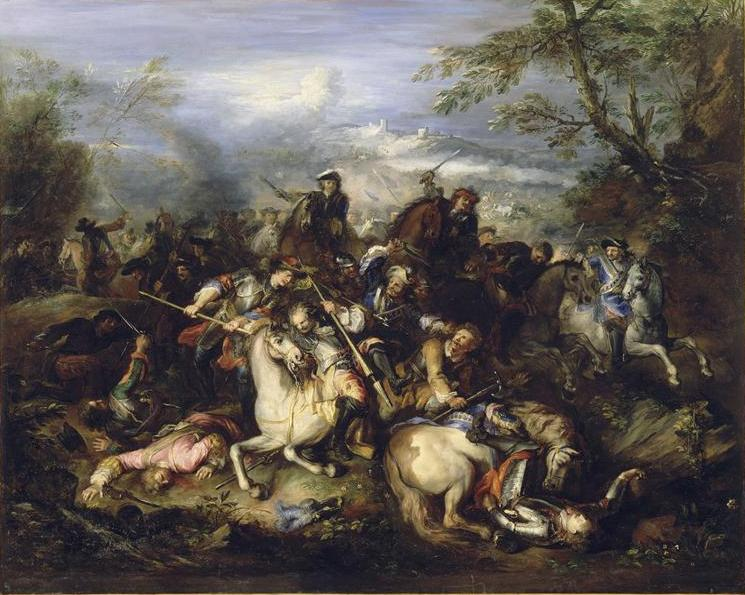
Mapa de la batalla de Leuze, de Joseph Parrocel.

En la campaña de 1692 cubrió el asedio de Namur que llevaban a cabo Luis XIV y Vauban. Guillermo de Orange intentó socorrer a la ciudad pero la presencia del Mariscal de Luxemburgo en Steinkerque le disuadió.
Tras la captura de Namur, y la marcha de Luis XIV a París, François-Henri de Montmorency, Mariscal de Luxemburgo, se quedó a cargo del ejército de los Países Bajos. Cruzó el río Sambre con el fin de proteger Mons y derrotó a los aliados en la batalla de Steinkerque (3 de agosto de 1692) a pesar de los falsos informes enviados por un espía que fue descubierto por Guillermo de Orange.

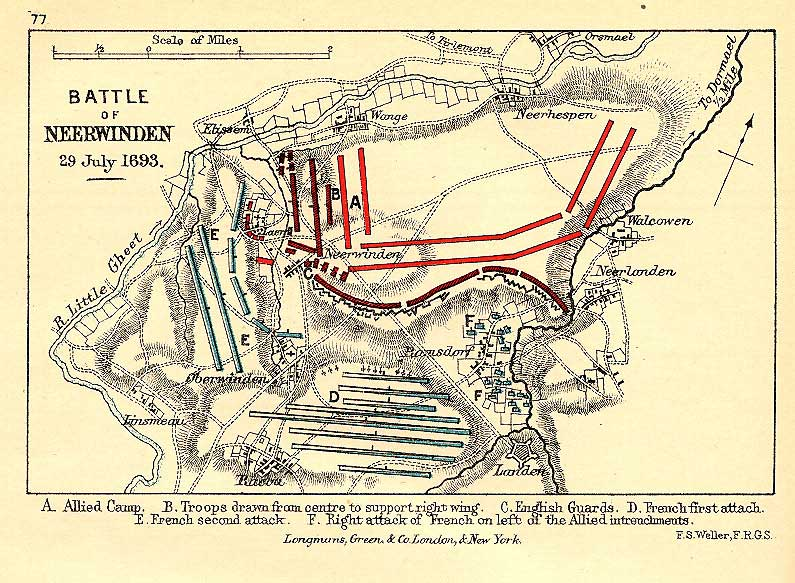
Mapa de la batalla de Landen.

Para la campaña de 1693, el Mariscal de Luxemburgo, meditaba un ataque contra Lieja pero Guillermo de Orange reunió 15.000 hombres en la ciudad lo que le hizo cambiar de opinión. Envió a un destacamento, bajo el mando de François de Neufville de Villeroy, a poner bajo asedio Huy. Guillermo de Orange avanzó y se situó en Landen, entre Neerwinden y Neerlanden y empezó a construir trincheras para fortificar el lugar. El 29 de julio de 1693 tuvo lugar el enfrentamiento entre ambos ejércitos en la batalla de Landen. El mariscal de Luxemburgo consiguió nuevamente la victoria pero perdió 10 000 hombres mientras que Guillermo de Orange perdió 8.000, 76 cañones y numerosas banderas que el Mariscal de Luxemburgo mandó a París para ser depositadas en la Catedral de Notre Dame, lo que le valió el apodo de “El tapicero de Notre Dame”. Tras la victoria se pudo tomar Charleroi.
El invierno de 1694 lo pasó François-Henri de Montmorency en París y Versalles para unirse en mayo a su ejército a orillas del Sambre junto al delfín Luis de Francia quien tenía el mando. Partió, el ejército, hacía Gemblours. Guillermo de Orange movió su ejército hacía el Sambre y el Delfín respondió moviendo al ejército francés hacía el Mosa. Guillermo se movió hacía el río Escalda hacía Cortrique y Menen con la intención de atacar los puertos atlánticos de Francia, y sus buques, que cruzaban el Canal de la Mancha. El Mariscal Luxemburgo marchó entonces hacía Beguemont y Tournai, cerca del Escalda lo que hizo que Guillermo tuviera que retirarse y abandonar sus intenciones de internarse en Francia. En invierno volvió a Versalles donde enfermó y murió el 4 de enero de 1695. En sus últimos momentos fue cuidado por el famoso cura jesuita Bourdaloue, que dijo sobre su muerte, "No he vivido su vida, pero desearía morir su muerte." La ética de Luxemburgo era mala incluso en estos momentos, y dio pocas muestras de convicción religiosa.

## El "Arte de la Guerra" de François-Henri de Montmorency

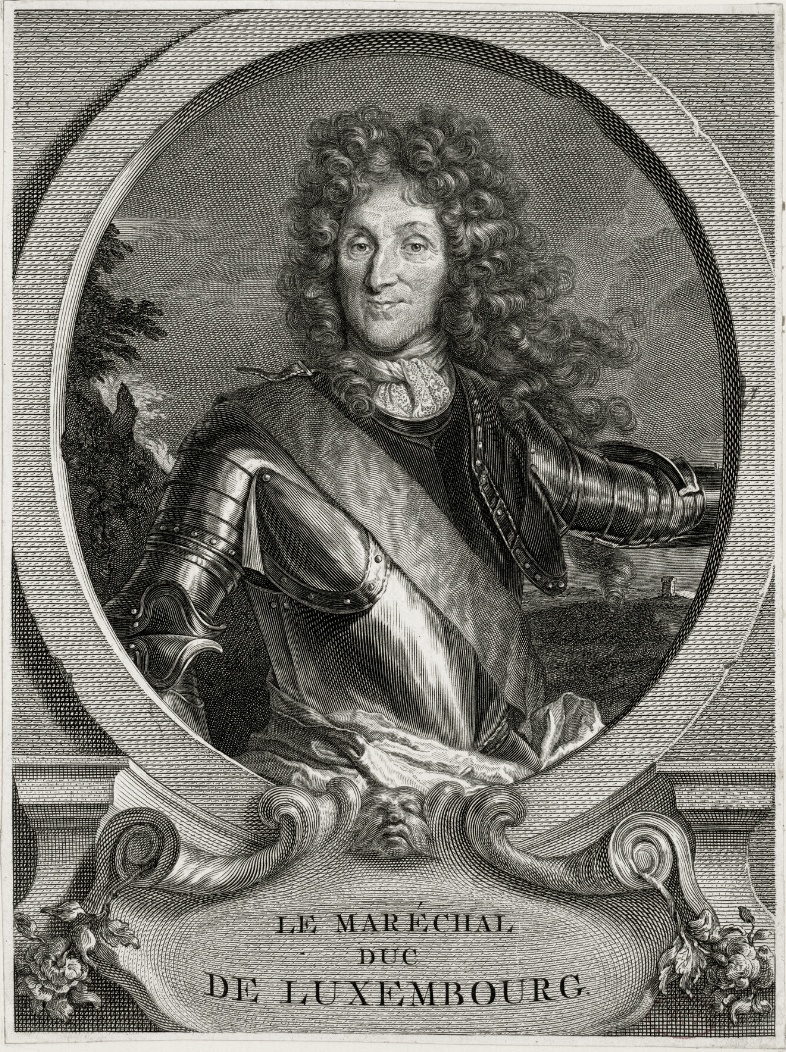
François-Henri de Montmorency.

François-Henri de Montmorency, fue el mejor alumno de Luis II de Borbón-Condé. Indolente en la gestión de las campañas, dejaba en manos de los generales de su Estado Mayor la organización de los movimientos y la subsistencia del ejército y no permitía que se le molestase cuando se encontraba jugando o en compañía de mujeres, sin embargo, en el momento de la batalla era notable determinando el punto débil del enemigo así como en la utilización del terreno y de las características del paisaje en su favor.
Poseía además el don de conectar con sus soldados en un grado muy alto lo que hacía que estos estuviesen dispuestos a seguirle con ardor. Poseía audacia para idear empresas militares, acompañada de sangre fría en los momentos peligrosos. Su muerte y la desgracia de Catinat cierran el segundo periodo de la historia militar del reinado de Luis XIV de Francia, y Catinat y Luxemburgo, aunque inferiores a Condé y Enrique de la Tour de Auvergne-Bouillon, fueron muy superiores al Duque de Tallard y François de Neufville, duque de Villeroi. Fue distinguido por su agudeza.

## Matrimonio y descendencia

Escudo de armas de la Casa de Clermont-Tonnerre.

François-Henri de Montmorency-Bouteville, contrajo matrimonio en París en 1661 con la princesa Magdalena Carlota Bona Teresa de Clermont, princesa de Tingry, duquesa de Luxembourg-Piney, condesa de Ligny, baronesa de Dangu, heredera universal y representante de la rama menor de la Casa Imperial de Luxemburgo a la muerte de sus padres, quienes fueron el conde Charles-Henri de Clermont-Tonnerre y la princesa Marguerite-Charlotte de Luxembourg-Ligny.
Fueron los legítimos progenitores de:
- 1. Príncipe Carlos Francisco Federico I de Montmorency-Luxemburgo (1662–1726), duque de Beaufort, luego duque de Montmorency, VI duque de Luxembourg-Piney, Par de Francia, marqués de Bellenave, conde soberano de Luxe, conde de Dangu, de Bouteville y de Ligny, barón de Mello, príncipe de Tingry y príncipe soberano de Aigremont, General de los Reales Ejércitos, Gobernador de Normandía. VI duque de Luxembourg-Piney, Mariscal de Francia en 1757. Casó con Marie Anne d'Albert de Luynes, hija del duque de Chevreuse y de Luynes.
- 2. Príncipe Pedro Enrique de Montmorency-Luxemburgo (1663–1700), abad del monasterio de Saint-Michel d'Orcamp.
- 3. Príncipe Pablo Segismundo de Montmorency-Luxemburgo (1664-?), duque de Châtillon-sur-Loing, marqués de Royan, conde soberano de Luxe y conde de Olonne, Gran Senescal de Poitou. Heredó de su tía la duquesa de Mecklenburg-Schwerin el ducado de Châtillon. Casó con la princesa Marie-Anne de La Trémoïlle, marquesa de Royan, condesa de Olonne.
- 4. Princesa Angélica de Montmorency-Luxemburgo (1666–1736), llamada "mademoiselle de Luxembourg", que contrajo matrimonio con el príncipe Luis Enrique de Borbón-Soissons, príncipe de Neufchâtel, conde de Noyers y de Dunois, Caballero de la Soberana Orden de Malta, hijo del príncipe Luis de Borbón-Soissons, Par de Francia.
- 5. Príncipe Christian-Luis de Montmorency-Luxemburgo (1675–1746), prince de Tingry, conde soberano de Luxe, Par de Francia, Mariscal de Francia en 1734.